# 琴電屋島站
琴電屋島站（日语：／ Kotoden-Yashima eki */?）是位於日本香川縣高松市，屬於高松琴平電氣鐵道（琴電）志度線的鐵路車站，車站編號為S06。本站為無人車站。過往是接駁子公司「屋島登山鐵道」所開辦的纜索鐵路屋島纜車轉車站，也是琴電系統內的「途中下車指定站」，不過纜索鐵路已於2004年停駛，及後廢線及公司解散，只維持「途中下車指定站」的角色。

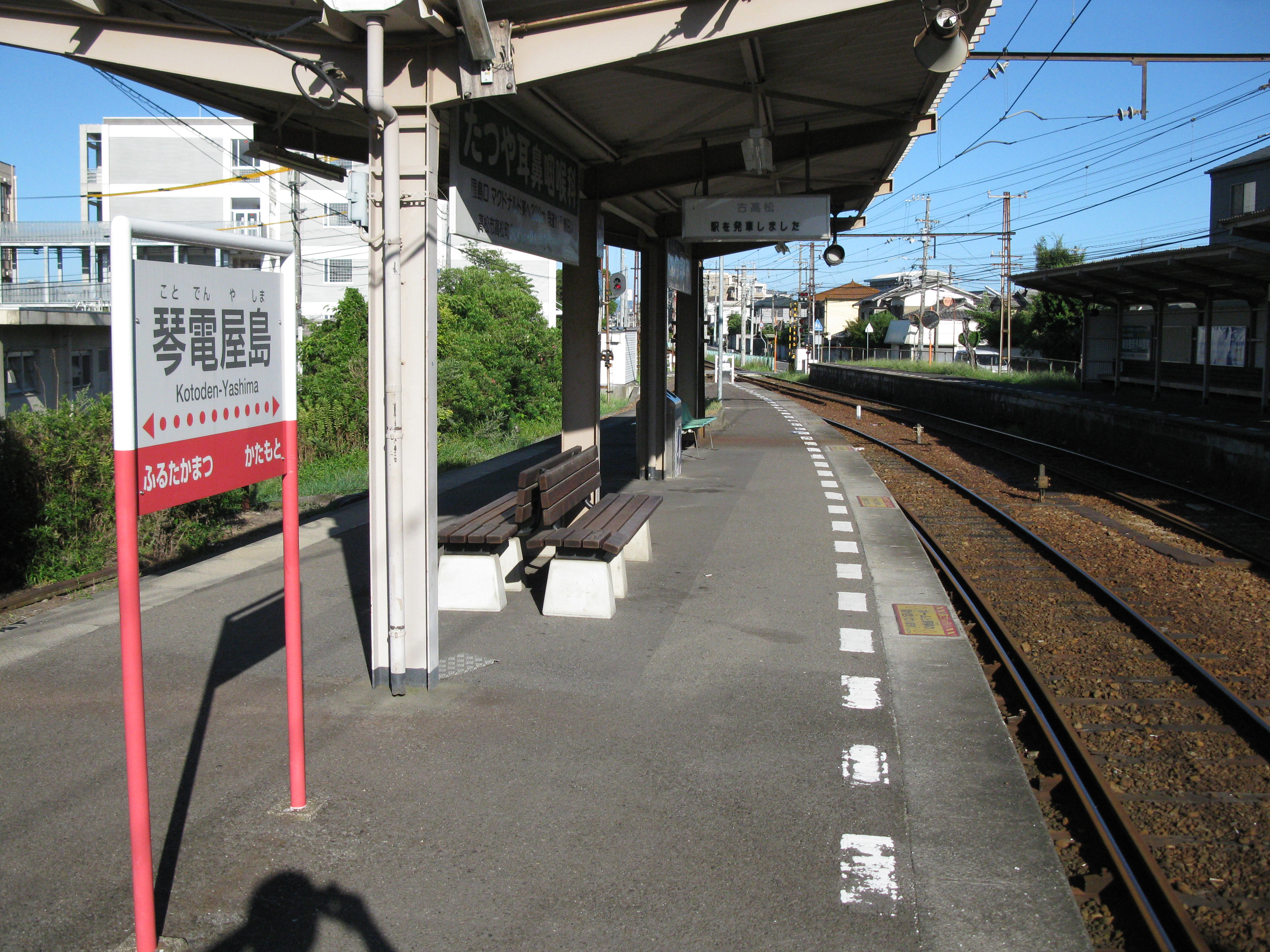
月台（2010年8月）

## 月台配置
本站設有側式月台及島式月台各1座，可提供2面3線的配置。3號月台過往為屋島區間車的停靠月台，也作為繁忙時間增解結時附掛車廂旳停泊處。屋島區間車廢除後，該月台改為作保線用機車停泊之用。
| 月台 | 路線     | 方向     | 目的地             | 備註        |
| ---- | -------- | -------- | ------------------ | ----------- |
| 1    | ■ 志度線 | 下行     | 大町、琴電志度方向 |             |
| 2    | ■ 志度線 | 上行     | 瓦町方向           |             |
| 3    | ■ 志度線 | （備用） | （備用）           | 2輛有效長度 |

## 歷史
- 1911年11月18日：隨東讚電氣軌道今橋站～志度站開通而開業[1]。
- 1925年8月1日：因國鐵高德線屋島站開業，本站改名為「屋島登山口站（日语：屋島登山口駅）」。
- 1929年4月21日：因應屋島登山鐵道開通，車站遷移至此。
- 1944年2月11日：屋島登山鐵道休止。
- 1950年4月16日：屋島登山鐵道重開，同時更改車站名稱為「琴電屋島站」。
- 2005年4月1日：車站無人化。
- 2009年2月6日：獲經濟產業省評定為「近代化產業遺產」[2][3][4]。

## 使用狀況
| 1日上落人數推斷 | 1日上落人數推斷 |
| 年度            | 1日平均人數     |
| --------------- | --------------- |
| 2011            | 661             |
| 2012            | 691             |
| 2013            | 698             |
| 2014            | 706             |
| 2015            | 750             |
| 2016            | 770             |
| 2017            | 799             |
| 2018            | 790             |
| 2019            | 840             |
| 2020            | 581             |
| 2021            | 581             |
| 2022            | 675             |

## 相鄰車站
高松琴平電氣鐵道（琴電）
■志度線
潟元 (S05) - 琴電屋島 (S06) - 古高松 (S07)

## 關連條目
- 屋島站：JR四國高德線的車站，位於本車站東南方600公尺的直線距離，兩站步行距離約為800米，需時10分。

## 外部連結
- 高松琴平電鐵琴電屋島站資訊 （页面存档备份，存于）（日語）